# Železniško postajališče Avče
Železniško postajališče Avče je eno izmed železniških postajališč v Sloveniji, ki oskrbuje bližnji naselji Avče in Ročinj (nahaja se ob cesti med obema krajema).